# Liste der Nummer-eins-Hits in der Schweiz (1969)
Dies ist eine Liste der Nummer-eins-Hits in der Schweiz im Jahr 1969. Sie basiert auf den Top 10 Singles der offiziellen Schweizer Hitparade. Es gab in diesem Jahr 15 Nummer-eins-Singles.

## Singles
| ← 1968 ← | Liste der Nummer-eins-Hits in der Schweiz | Liste der Nummer-eins-Hits in der Schweiz | Liste der Nummer-eins-Hits in der Schweiz                              | 1970 →                    |
| \| Zeitraum \| Wo. ges. \| Interpret \| Titel Autor(en) \| Zusätzliche Informationen \| \| (Zeitraum, Wochen auf Platz eins, Interpret, Titel, Autor[en], zusätzliche Informationen) \| \| \| \| \| \| ----------------------------------------------------------------------------------------- \| -------- \| ------------------------------ \| ---------------------------------------------------------------------- \| ------------------------- \| \| 17. Dezember 1968 – 27. Januar 1969 6 Wochen \| 6 \| Barry Ryan \| Eloise Paul Ryan \| – \| \| 28. Januar 1969 – 10. März 1969 6 Wochen \| 6 \| The Beatles \| Ob-La-Di, Ob-La-Da John Winston Lennon, Paul James McCartney \| – \| \| 11. März 1969 – 24. März 1969 2 Wochen \| 2 \| Tommy James & the Shondells \| Crimson and Clover Tommy James, Peter Lucia Jr. \| – \| \| 25. März 1969 – 21. April 1969 4 Wochen \| 4 \| Donovan \| Atlantis Donovan Phillips Leitch \| – \| \| 22. April 1969 – 5. Mai 1969 2 Wochen \| 2 \| The Hollies \| Sorry Suzanne Tony Macaulay, Geoff Stephens \| – \| \| 6. Mai 1969 – 2. Juni 1969 4 Wochen \| 4 \| The Beatles \| Get Back / Don’t Let Me Down John Winston Lennon, Paul James McCartney \| – \| \| 3. Juni 1969 – 9. Juni 1969 1 Woche (insgesamt 5) \| 5 \| Sir Douglas Quintet \| Mendocino Doug Sahm \| – \| \| 10. Juni 1969 – 23. Juni 1969 2 Wochen \| 2 \| The Beatles \| The Ballad of John and Yoko John Winston Lennon, Paul James McCartney \| – \| \| 24. Juni 1969 – 14. Juli 1969 3 Wochen (insgesamt 5) \| 5 \| Sir Douglas Quintet \| Mendocino Doug Sahm \| – \| \| 15. Juli 1969 – 21. Juli 1969 1 Woche \| 1 \| Edwin Hawkins Singers \| Oh Happy Day Traditional \| – \| \| 22. Juli 1969 – 28. Juli 1969 1 Woche (insgesamt 5) \| 5 \| Sir Douglas Quintet \| Mendocino Doug Sahm \| – \| \| 29. Juli 1969 – 25. August 1969 4 Wochen \| 4 \| The Rolling Stones \| Honky Tonk Women Mick Jagger, Keith Richard \| – \| \| 26. August 1969 – 1. September 1969 1 Woche \| 1 \| Zager and Evans \| In the Year 2525 Richard S. Evans \| – \| \| 2. September 1969 – 27. Oktober 1969 8 Wochen \| 8 \| Jane Birkin & Serge Gainsbourg \| Je t’aime … moi non plus Serge Gainsbourg \| – \| \| 28. Oktober 1969 – 5. Januar 1970 10 Wochen \| 10 \| Minstrels \| Grüezi wohl Frau Stirnimaa Mario Feurer \| – \| |                                           |                                           |                                                                        |                           |
| ← 1968 |                                           |                                           |                                                                        | → 1970 →                  |
| Zeitraum | Wo. ges.                                  | Interpret                                 | Titel Autor(en)                                                        | Zusätzliche Informationen |
| (Zeitraum, Wochen auf Platz eins, Interpret, Titel, Autor[en], zusätzliche Informationen) |                                           |                                           |                                                                        |                           |
| 17. Dezember 1968 – 27. Januar 1969 6 Wochen | 6                                         | Barry Ryan                                | Eloise Paul Ryan                                                       | –                         |
| 28. Januar 1969 – 10. März 1969 6 Wochen | 6                                         | The Beatles                               | Ob-La-Di, Ob-La-Da John Winston Lennon, Paul James McCartney           | –                         |
| 11. März 1969 – 24. März 1969 2 Wochen | 2                                         | Tommy James & the Shondells               | Crimson and Clover Tommy James, Peter Lucia Jr.                        | –                         |
| 25. März 1969 – 21. April 1969 4 Wochen | 4                                         | Donovan                                   | Atlantis Donovan Phillips Leitch                                       | –                         |
| 22. April 1969 – 5. Mai 1969 2 Wochen | 2                                         | The Hollies                               | Sorry Suzanne Tony Macaulay, Geoff Stephens                            | –                         |
| 6. Mai 1969 – 2. Juni 1969 4 Wochen | 4                                         | The Beatles                               | Get Back / Don’t Let Me Down John Winston Lennon, Paul James McCartney | –                         |
| 3. Juni 1969 – 9. Juni 1969 1 Woche (insgesamt 5) | 5                                         | Sir Douglas Quintet                       | Mendocino Doug Sahm                                                    | –                         |
| 10. Juni 1969 – 23. Juni 1969 2 Wochen | 2                                         | The Beatles                               | The Ballad of John and Yoko John Winston Lennon, Paul James McCartney  | –                         |
| 24. Juni 1969 – 14. Juli 1969 3 Wochen (insgesamt 5) | 5                                         | Sir Douglas Quintet                       | Mendocino Doug Sahm                                                    | –                         |
| 15. Juli 1969 – 21. Juli 1969 1 Woche | 1                                         | Edwin Hawkins Singers                     | Oh Happy Day Traditional                                               | –                         |
| 22. Juli 1969 – 28. Juli 1969 1 Woche (insgesamt 5) | 5                                         | Sir Douglas Quintet                       | Mendocino Doug Sahm                                                    | –                         |
| 29. Juli 1969 – 25. August 1969 4 Wochen | 4                                         | The Rolling Stones                        | Honky Tonk Women Mick Jagger, Keith Richard                            | –                         |
| 26. August 1969 – 1. September 1969 1 Woche | 1                                         | Zager and Evans                           | In the Year 2525 Richard S. Evans                                      | –                         |
| 2. September 1969 – 27. Oktober 1969 8 Wochen | 8                                         | Jane Birkin & Serge Gainsbourg            | Je t’aime … moi non plus Serge Gainsbourg                              | –                         |
| 28. Oktober 1969 – 5. Januar 1970 10 Wochen | 10                                        | Minstrels                                 | Grüezi wohl Frau Stirnimaa Mario Feurer                                | –                         |

## Jahreshitparade
| ← 1968 ← | Liste der Nummer-eins-Hits in der Schweiz                                          | Liste der Nummer-eins-Hits in der Schweiz | Liste der Nummer-eins-Hits in der Schweiz | 1970 →   |
| \| Position# \| Singles \| \| --------- \| ---------------------------------------------------------------------------------- \| \| 1 \| Eloise Barry Ryan Paul Ryan \| \| 2 \| Ob-La-Di, Ob-La-Da The Beatles John Winston Lennon, Paul James McCartney \| \| 3 \| Crimson and Clover Tommy James & the Shondells Tommy James, Peter Lucia Jr. \| \| 4 \| Atlantis Donovan Donovan Phillips Leitch \| \| 5 \| Sorry Suzanne The Hollies Tony Macaulay, Geoff Stephens \| \| 6 \| Get Back / Don’t Let Me Down The Beatles John Winston Lennon, Paul James McCartney \| \| 7 \| The Ballad of John and Yoko The Beatles John Winston Lennon, Paul James McCartney \| \| 8 \| Oh Happy Day Edwin Hawkins Singers Traditional \| \| 9 \| Mendocino Sir Douglas Quintet Doug Sahm \| \| 10 \| In the Ghetto Elvis Presley Mac Davis \| |                                                                                    |                                           |                                           |          |
| ← 1968 |                                                                                    |                                           |                                           | → 1970 → |
| Position# | Singles                                                                            |                                           |                                           |          |
| 1 | Eloise Barry Ryan Paul Ryan                                                        |                                           |                                           |          |
| 2 | Ob-La-Di, Ob-La-Da The Beatles John Winston Lennon, Paul James McCartney           |                                           |                                           |          |
| 3 | Crimson and Clover Tommy James & the Shondells Tommy James, Peter Lucia Jr.        |                                           |                                           |          |
| 4 | Atlantis Donovan Donovan Phillips Leitch                                           |                                           |                                           |          |
| 5 | Sorry Suzanne The Hollies Tony Macaulay, Geoff Stephens                            |                                           |                                           |          |
| 6 | Get Back / Don’t Let Me Down The Beatles John Winston Lennon, Paul James McCartney |                                           |                                           |          |
| 7 | The Ballad of John and Yoko The Beatles John Winston Lennon, Paul James McCartney  |                                           |                                           |          |
| 8 | Oh Happy Day Edwin Hawkins Singers Traditional                                     |                                           |                                           |          |
| 9 | Mendocino Sir Douglas Quintet Doug Sahm                                            |                                           |                                           |          |
| 10 | In the Ghetto Elvis Presley Mac Davis                                              |                                           |                                           |          |